# Cryptanura ectypa
Cryptanura ectypa là một loài tò vò trong họ Ichneumonidae.